# Graphocephala ignobilis
Graphocephala ignobilis är en insektsart som beskrevs av Fowler 1899. Graphocephala ignobilis ingår i släktet Graphocephala och familjen dvärgstritar. Inga underarter finns listade i Catalogue of Life.